# Lophiomys imhausi
Lophiomys imhausi là một loài động vật có vú trong họ Cricetidae, bộ Gặm nhấm. Loài này được Milne-Edwards mô tả năm 1867.
Loài này thu thập chất độc từ cây có chất độc Acokanthera schimperi, loại cây này còn được con người sử dụng để săn bắn vì nó chứa nhiều chất độc cardenolide.
Khi bị đe dọa, chúng dựng lên một chiếc mào lông dọc theo sống lưng.

## Hình ảnh

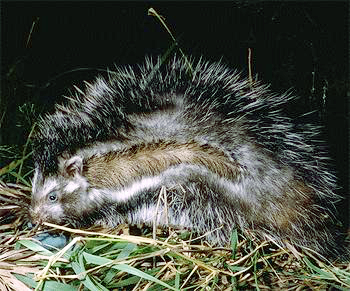
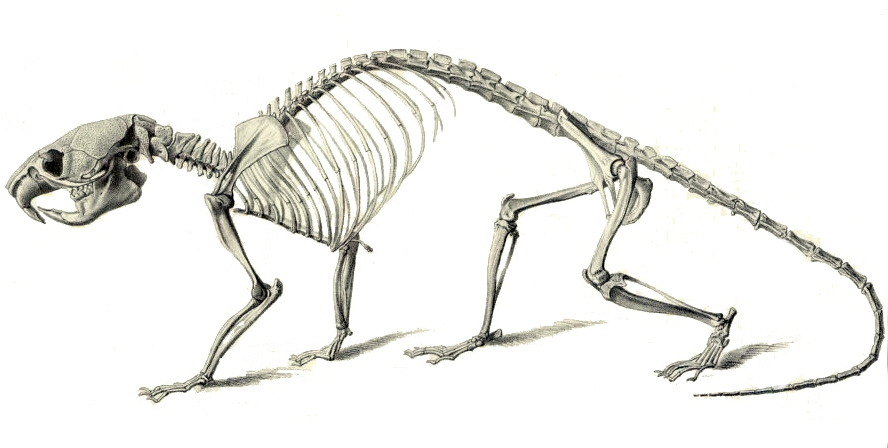
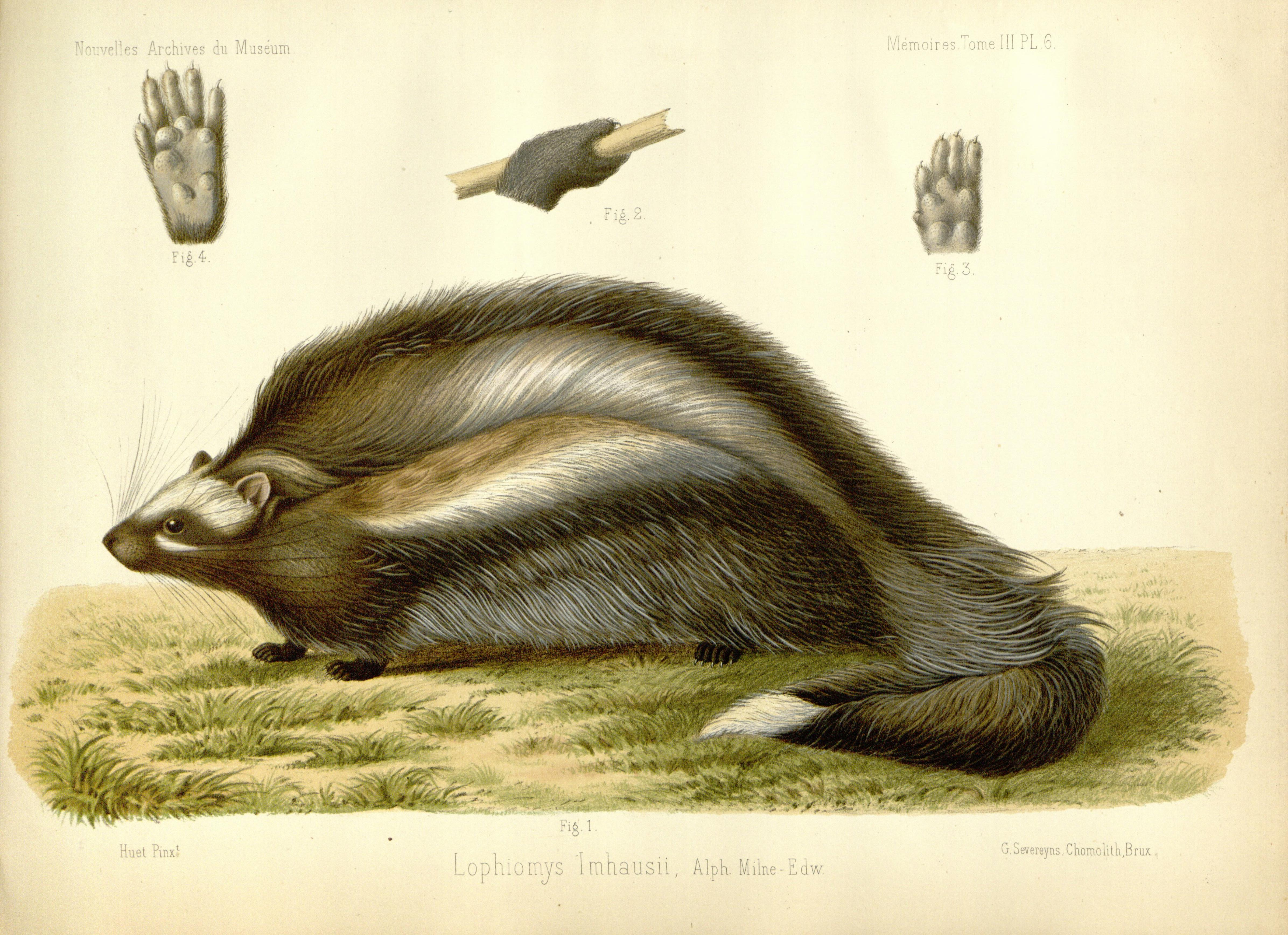
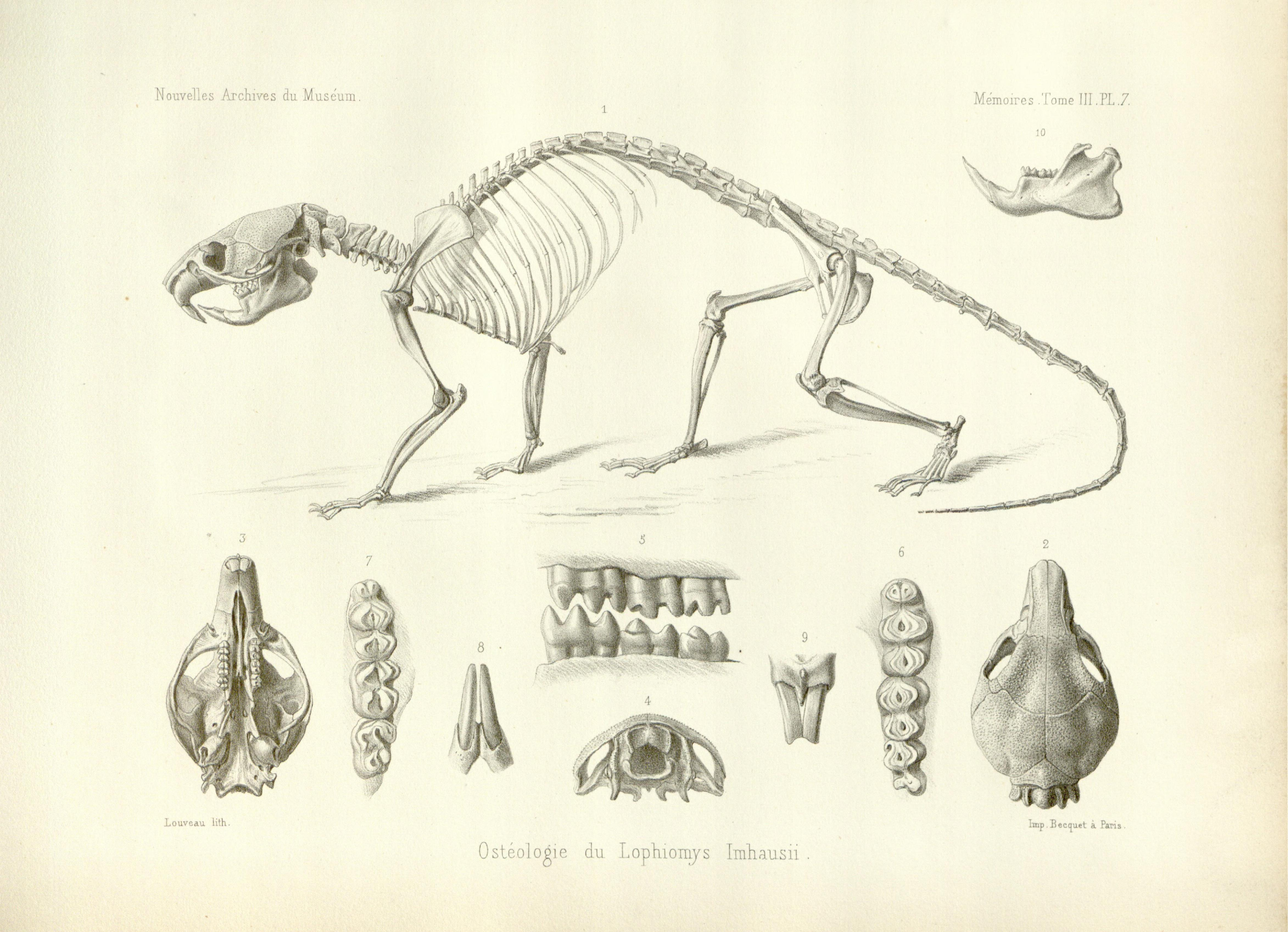